# Max Steel (filme de 2016)
Max Steel é um filme estadunidense de ficção científica, ação e aventura, dirigido por Stewart Hendler e roteirizado por Christopher Yost. A produção é estrelada por Ben Winchell, Ana Villafañe, Andy García, Maria Bello e Billy Slaughter.
As filmagens tiveram início em 29 de Abril de 2014 em Wilmington, Carolina do Norte, e transcorreu até o final de Maio. A Dolphin Films e a Mattel Playground Productions são co-produtoras enquanto a Universal Studios será a distribuidora, tendo previsão de lançamento nos Estados Unidos para 14 de Outubro de 2016.

## Sinopse
O filme narra as aventuras do adolescente Max McGrath e seu companheiro alienígena Steel, que combinam seus poderes para evoluir para super-herói Max Steel. Quando estes dois amigos improváveis lutam para aceitar seus destinos estranhamente conectados, eles começam a descobrir segredos inimagináveis, trabalhando em conjunto para encontrar a verdade e lutar contra as forças misteriosas que ameaçam seu mundo.

## Elenco
- Ben Winchell como Maxwell "Max" McGrath[4]
- Ana Villafañe como Sofia Martinez[4]
- Andy García como Dr. Miles Edwards[5]
- Maria Bello como Molly McGrath[6]
- Mike Doyle como Jim McGrath[7]
- Billy Slaughter como Agente Murphy[8]

## Produção

### Desenvolvimento
Em 12 de Julho de 2009 foi anunciado que a Paramount Pictures havia adquirido junto à Mattel os direitos para um filme sobre o personagem Max Steel, com Joe Roth como produtor. Em 28 de Janeiro de 2013, O site Deadline noticiou que, devido ao lançamento da série de tv sobre Max Steel, todos os planos para um filme haviam sido suspensos. Em 2 de Agosto do mesmo ano foi revelado que após os direitos da Paramount terem expirado, a Mattel firmou parceria com a Dolphin Entertainment para financiar a produção. Christopher Yost foi convidado para escrever o roteiro, enquanto Stewart Hendler foi chamado para a direção. No mês seguinte, em 4 de Setembro, foi anunciado que a Mattel havia ressuscitado seus planos para o filme e fechado com a Open Road Films para efetuar a distribuição.

### Escolha do Elenco
Em 4 de Dezembro de 2009, Taylor Lautner se juntou ao elenco para viver o papel título Mas, em 26 de Fevereiro de 2010 foi anunciado que ele havia deixado o projeto para fechar com a Hasbro e a Universal para um filme baseado em outro famoso boneco, Stretch Armstrong (ele deixou também esta produção em 2012). Após a saída da Paramount, em 5 de Fevereiro de 2014 foram confirmados os nomes de Ben Winchell e Ana Villafañe para os papéis de, respectivamente, Max McGrath/Max Steel e Sofia Martinez, o grande amor de Max. Em 23 de Abril, Billy Slaughter foi adicionado ao elenco para interpretar o Agente Murphy. Em 29 de Abril foi a vez do veterano Andy García, como Dr. Miles Edwards e, em 13 de Maio, Maria Bello como Molly McGrath, a resiliente mãe solteira de Max. Por fim, em 20 de Maio Mike Doyle foi confirmado no papel de Jim McGrath, pai de Max.

### Filmagens
As filmagens tiveram início em 29 de Abril de 2014, na cidade de Wilmington, Carolina do Norte, e foram encerradas em 31 de Maio do mesmo ano.

## Recepção

### Bilheteria
Max Steel arrecadou U$3,8 milhões nos Estados Unidos e no Canadá e U$2,5 milhões em outros países por um total mundial de U$6,3 milhões, contra um orçamento de produção de U$10 milhões.
Max Steel esterou em 14 de outubro de 2016, ao lado de The Accountant e Kevin Hart: What Now?, e esperava que ele entre U$ 5-7 milhões de 2.034 teatros em seu fim de semana de abertura. Depois de arrecadar apenas U$ 637.795 em seu primeiro dia, o filme foi aberto para U$ 2,2 milhões, terminando em 11º na bilheteria. Em seu segundo fim de semana, o filme arrecadou U$ 680,104 terminando 17º na bilheteria.

### Crítica
Na revista aggregator Rotten Tomatoes, o filme possui uma classificação de aprovação de 0% com base em 20 críticas, com uma classificação média de 2,5 / 10. No Metacritic, que atribui uma classificação normalizada, o filme tem uma pontuação 22 de 100, com base em críticas de 7 críticas, indicando "revisões geralmente desfavoráveis". As audiências pesquisadas pelo CinemaScore deram ao filme um grau de "B" em uma escala A + a F.
O crítico do IGN, Alex Welch, deu ao filme uma pontuação de 4 em 10, resumindo sua revisão com: "Max Steel é uma das tentativas mais esquematizáveis e inúteis de uma franquia de super-heróis no atual mercado pós-MCU Hollywood, sem qualquer originalidade ou a vibração que poderia dar-lhe mesmo um tiro remoto em um futuro bem sucedido ". O Joe Leydon da Variety fez uma revisão negativa, descrevendo-o como:" Um cortador de cortinas meio horrível e que desperdiça tempo para uma franquia de super-heróis que nunca é ". Christy Lemire para RogerEbert.com deu uma meia estrela de 4, escrevendo:" Para um filme sobre o desenvolvimento da maior fonte de energia do universo, Max Steel é surpreendentemente sem graça "e que" um filme baseado em um brinquedo deve ser muito mais divertido do que isso. " O crítico de Hollywood Reporter, Frank Scheck, fez uma revisão desfavorável, escrevendo:" Mesmo as tweens podem se achar decepcionadas com o novo filme de ação ao vivo com base em o que - para muitos deles - pode ser a figura de ação de Mattel favorita. Produzindo uma história de origem cinemática blanda, que parece calculada para impulsionar as vendas de brinquedos de Natal, Max Steel é uma adulterada de cadastro-nascido, que entrou furtivamente em multiplexes sem exibições anteitativas dos críticos ".

## Home media
A Universal Pictures Home Entertainment lancou Max Steel em Digital HD no dia 3 de Janeiro de 2017, então lancaram o filme em Blu-ray/DVD no dia 10 de Janeiro de 2017.

## Ligações Externas
- Max Steel. no IMDb.
- Max Steell no AdoroCinema